# Tephrina darmouni
Tephrina darmouni är en fjärilsart som beskrevs av Dumont 1932. Tephrina darmouni ingår i släktet Tephrina och familjen mätare. Inga underarter finns listade i Catalogue of Life.